# Moses To Elise
『Moses To Elise』は、日本のシンガーソングライター鬼束ちひろのライブ映像作品。

## 解説
ライブ映像作品としては、『LIVING WITH A GHOST』より、約2年2か月振りとなる。
自身初のライブアルバム「Tiny Screams」。そのライブ音源にも収録されている2016年11月4日東京・中野サンプラザホール公演の映像をVICTOR ONLINE STORE限定の完全生産限定盤、"オフィシャルブートレグ"(公式海賊版)として商品化。
5台の資料用カメラ映像で編集されたノーカットライブ映像に加え、2016年に行なった複数のライブの未発表写真を含む全44ページのライブフォトブック付き豪華パッケージ仕様。さらに期間限定受注生産としてオリジナルTシャツ付の商品も販売決定。

## 収録曲
1. Cage
2. ラストメロディー
3. Castle・imitation
4. 陽炎
5. 私とワルツを
6. call
7. 碧の方舟
8. 嵐々丘
9. 眩暈
10. BORDERLINE
11. MAGICAL WORLD
12. 夏の罪
13. 帰り路をなくして
14. 蛍
15. 流星群
16. good bye my love
17. 月光